# Zingiber montanum
Zingiber montanum là một loài thực vật có hoa trong họ Gừng.
Một trong các tên gọi trong tiếng Trung là 光果姜  (quang quả khương), nghĩa đen là gừng quả nhẵn bóng.

## Lịch sử phân loại
Loài này được Johann Gerhard König mô tả năm 1783 dưới danh pháp Amomum montanum. Năm 1792, Paul Dietrich Giseke mô tả chi Jaegera với loài duy nhất là Jaegera montana với dẫn chiếu tới A. montanum của König.
Dựa theo mô tả trước đó cho Zingiber montanum của Johann Heinrich Friedrich Link, năm 1831 Albert Gottfried Dietrich chuyển A. montanum sang chi Zingiber.
Baker (1892) và Schumann (1904) cho rằng Z. cassumunar (= Z. purpureum) có các danh pháp đồng nghĩa là Z. montanum / A. montanum. Tuy nhiên, một số tác giả khác lại coi Z. purpureum / Z. cassumunar là khác biệt với Z. montanum.
Năm 1998, Theilade định nghĩa lại Z. montanum như là danh pháp chính thức của loài có các danh pháp đồng nghĩa bao gồm A. montanum König. ex Retz., 1783, Z. purpureum Roscoe, 1807, Z. cassumunar Roxb., 1810, do mẫu Koenig J.G. s. n. thu thập tại Phuket, Thái Lan mà trước đây tưởng đã mất trên biển nhưng khi đó được phát hiện là lưu giữ tại Đại học Copenhagen (C) và nó từng được coi là holotype của Amomum montanum J.Koenig, 1783, mặc dù trong mô tả của König ghi rất rõ là lá bắc màu đỏ thắm và cánh môi màu máu lốm đốm trắng (Amomum montanum strobilo coccineo ... Bracteae integerrimae, leviter striatae, subcoriaceae, coccineae .... Lacinia quarta ... maculis lineolisque sanguineis et albis marmoris instar picta....), khác với mẫu vật này; trong khi mẫu vật thì giống với Z. pupureum. Tuy nhiên, điều này đã được công nhận cho tới gần đây, mặc dù trong mô tả của Z. montanum với Z. purpureum / Z. cassumunar có nhiều điểm khác biệt. Như thế, trong khoảng thời gian 20 năm gần đây người ta cho rằng Z. purpureum là đồng nghĩa của Z. montanum.
Năm 2019, sau khi xem xét lịch sử các tên gọi, các mẫu vật có liên quan, Lin Bai et al. cho rằng mẫu Koenig J.G. s. n. không phải là mẫu gốc và nó là của Z. purpureum. Các tác giả đã tách hai loài này ra khỏi nhau, đồng thời xác định lại mẫu neotype cho A. montanum.

## Mẫu định danh
- A. montanum: Bai L., Harwood B. & Maslin B.R.. BLK-075; thu thập ngày 25 tháng 4 năm 2018, cao độ 146 m, tọa độ 8°1′41″B 98°22′42″Đ / 8,02806°B 98,37833°Đ, Vườn quốc gia Khao Phra Thaeo, tỉnh Phukhet, Thái Lan. Mẫu neotype lưu giữ tại Cục Vườn quốc gia, Bảo tồn Động vật Hoang dã và Thực vật tại Chatuchak, Băng Cốc (BKF), các isoneotype lưu giữ tại Đại học Copenhagen (C) và Viện Thực vật học Côn Minh (KUN).[16]
- Z. newmanii: Newman M.F. 52; thu thập ngày 17 tháng 3 năm 1985 ở cao độ 150 m, tọa độ 8°26′0″B 99°43′0″Đ / 8,43333°B 99,71667°Đ, thác Karoom (Karome), Vườn quốc gia Khao Luang, tỉnh Nakhon Si Thammarat, Thái Lan. Mẫu holotype lưu giữ tại Đại học Aarhus, Đan Mạch (AAU). Cũng được trồng tại Vườn Thực vật Hoàng gia tại Edinburgh số 1986-0748 và Vườn ươm cây Lyon ở Hawaii số L93.0451.[4][13]
- Z. nudicarpum: D.H.Qin & R.Z.Huang 36982; thu thập ở cao độ 340 m, hương Na Bỉ (那比), huyện Bách Sắc (nay thuộc huyện Điền Lâm, địa cấp thị Bách Sắc), Quảng Tây. Mẫu holotype lưu giữ tại Viện Nghiên cứu Trung y dược Quảng Tây ở Nam Ninh (GXMI).[5]
- Z. peninsulare: Geesink R. & Santisuk T. 4964; thu thập ngày 24 tháng 4 năm 1973 ở tọa độ 9°15′0″B 98°20′0″Đ / 9,25°B 98,33333°Đ, Khlong Kam Puang, tỉnh Ranong, Thái Lan. Mẫu holotype/lectotype lưu giữ tại Naturalis ở Leiden, Hà Lan (L), các mẫu isolectotype lưu giữ tại BKF và L.[6][13]

## Từ nguyên
Tính từ định danh montanum (giống đực: montanus, giống cái: montana) có nghĩa là miền núi, thuộc về miền núi.

## Phân bố
Loài này là bản địa khu vực từ miền nam Trung Quốc (trung nam, đông nam, Hải Nam), Lào, Thái Lan, Việt Nam. Môi trường sống là nền rừng ở cao độ 150–400 m.

## Phân loại
Z. montanum thuộc về tổ Zingiber. Nó là một thành viên của nhóm Z. montanum; bao gồm Z. corallinum, Z. griffithii, Z. idae, Z. montanum, Z. neesanum, Z. purpureum, Z. tenuiscapus.

## Mô tả
Thân rễ ruột màu trắng, đường kính 1,5-2,5 cm. Thân giả 1,2-2,5(-3) m, đường kính 1,8 cm. Lá 29-37; bẹ có sọc, gần như nhẵn nhụi hoặc có lông; lưỡi bẹ dài 2–10 mm, đỉnh khía răng cưa hoặc 2 thùy, gần như nhẵn nhụi hoặc có lông; cuống lá 3–5 mm, cùng gân lá mặt dưới gần như nhẵn nhụi hoặc có lông tơ; phiến lá hình mác tới hình elip-thuôn dài, 18-46 × 4–11 cm, đáy hẹp tới thon nhỏ dần, đỉnh nhọn tới nhọn thon, mặt trên nhẵn nhụi, mặt dưới gần như nhẵn nhụi hoặc đôi khi có lông tơ ở gân giữa. Cán hoa 1-2, mọc từ thân rễ gần gốc thân lá, dài 33–38 cm, màu đỏ thắm; cành hoa bông thóc hình thoi tới hình trứng, 7-16 × 2,5-3-(6) cm, đỉnh thuôn tròn; cuống cụm hoa thẳng đứng hoặc đôi khi hơi uốn cong tới phủ phục, dài (5-)10–25 cm, đường kính 3,5–8 mm, gần như nhẵn nhụi, ở trên mặt đất; các bẹ dạng vảy, dài 1-4,5 cm, gần như nhẵn nhụi, màu ánh đỏ tới đỏ thắm; lá bắc hình trứng ngược, 3,7-5 × 1,5–6 cm, xếp lợp, đỉnh tù tới thuôn tròn, gần như nhẵn nhụi, màu từ đỏ tươi đến đỏ thắm, chuyển thành màu ánh đỏ khi khô, đỡ 1 hoa; lá bắc con hình trứng-thuôn dài, 2,5-3,3 × 0,5-1,7 cm, dạng màng, đỉnh tù, gần như nhẵn nhụi. Hoa màu trắng hoặc ánh vàng, dài 7–8 cm, nhẵn nhụi. Đài hoa dài 2,5-3,3 cm, hơi dài hơn lá bắc con, dạng màng, trong suốt, đỉnh 3 răng khó thấy. Ống tràng hoa dài ~4,5 cm, màu trắng tới trắng kem; các thùy bên hình mác, dài 1,8–2 cm, rộng 5–7 mm, dạng nắp; thùy giữa lớn hơn, dài 2-2,5 cm, rộng 0,7-1,3 cm. Cánh môi màu tía tới tía sẫm hay màu máu lốm đốm màu trắng tới trắng kem, dài ~2,5 cm; thùy giữa hình trứng, dài 1,3 cm, rộng 1-1,5 cm, đỉnh 2-4 thùy; các thùy bên hình trứng, dài 6–8 mm, rộng 5–7 mm, đỉnh khía răng cưa. Chỉ nhị dài ~2 mm, màu đỏ thắm; bao phấn dài 1,3-1,5 cm, màu kem; phấn hoa hình cầu-hình trứng; phần phụ liên kết (mào) hình chỉ, nhẵn nhụi, đỉnh 2 rãnh, dài 1,2-1,4 cm, màu từ tía tới tía sẫm. Các tuyến trên bầu dạng vỏ trấu, dài 7 mm. Bầu nhụy nhẵn nhụi, 3 ngăn. Đầu nhụy hình chuông, có lông rung, màu trắng. Quả nang trần trụi, 2 ngăn, nhiều hạt; hạt nhiều góc cạnh. Ra hoa tháng 3-6. 2n = 22.
Z. montanum khác với Z. purpureum ở chỗ các lá bắc của cụm hoa có màu đỏ thắm và hoa với cánh môi và nhị lép bên màu đỏ ánh tía sẫm như màu máu khô và lốm đốm màu trắng-kem trong khi ở Z. purpureum thì các lá bắc của cụm hoa có màu từ đỏ sẫm tới nâu hạt dẻ, ánh tía hoặc hầu như màu nâu, thường với mép màu ánh xanh lục, cũng như hoa với cánh môi và nhị lép bên màu kem trắng không đốm.

## Sử dụng
Khác với Z. purpureum được trồng rộng khắp trong vùng nhiệt đới và cận nhiệt đới châu Á để dùng làm thuốc thì Z. montanum không được trồng và chưa có ghi nhận nào về việc dùng làm thuốc.